# Face Value
Face Value е заглавието на дебютния солов албум на Фил Колинс, пуснат в продажба през февруари 1981 от Върджин на международните пазари и от Атлантик Рекърдс в Северна Америка. Излиза в ОК 11 дена след 30-ия му рожден ден. Албумът включва един от най-големите хитове на Колинс – In the Air Tonight.
Повечето от песните във Face Value изразяват гнева и болката, които е изпитвал Колинс, докато се е развеждал.

## Песни
1. In the Air Tonight
2. This Must Be Love
3. Behind the Lines
4. The Roof is Leaking
5. Droned
6. Hand in Hand
7. I Missed Again
8. You Know What I Mean
9. Thunder and Lightning
10. I'm Not Moving
11. If Leaving Me Is Easy
12. Tomorrow Never Knows, /Over the Rainbow